# Hermannshöhle (Niederösterreich)
Die Hermannshöhle bei Kirchberg am Wechsel ist die größte Tropfsteinhöhle Niederösterreichs und wird als Schauhöhle betrieben. Sie wurde 1931 zum Naturdenkmal erklärt und ist Heimat vieler Fledermausarten. Die Höhle ist Bestandteil des Europaschutzgebietes Nordöstliche Randalpen: Hohe Wand – Schneeberg – Rax. Sie wird von Touristen, Höhlenforschern und Zoologen aufgesucht.

## Lage und Beschreibung
Die Höhle befindet sich im Eulenberg nordwestlich von Kirchberg am Wechsel. Dieser Klippe mit einer Ausdehnung von etwa 1 mal 2 km, ist aus mesozoischen Kalk aufgebaut und lagert über Granit und Schiefer. Der marmorartige Kalkstein ist stark zerklüftet. Zur Bildung trugen auch Gerinne aus nicht kalkhaltigen Böden bei, wie die Ablagerungen von Feldspat, Quarz und Glimmer bezeugen.
Die Gänge der Hermannshöhle erstrecken sich labyrinthartig auf mehreren Etagen über 73 Höhenmeter. Insgesamt haben sie eine Länge von 4277 Metern. Das sogenannte „Windloch“ in 627 Metern Seehöhe bildet den Haupteingang, der Ausstieg erfolgt durch das „Taubenloch“.
Man findet in der Höhle zahlreiche Ablagerungen von Bergmilch und Tropfsteine mit den Stalaktiten und Stalagmiten.

## Erforschungsgeschichte
Schon seit Jahrhunderten waren zwei Höhleneingänge, das „Teufelsloch“ und das Windloch, bekannt. Um das Jahr 1790 soll ein Hüterbub bei der Jagd nach Wildtauben in das Teufelsloch gestürzt sein. Bei seiner Rettung entdeckte man weiterführende Höhlenräume. Seit dieser Zeit wird diese Einstiegsstelle als Taubenloch bezeichnet.
Am 23. Juni 1836 wagte der Reiseschriftsteller Josef Adalbert Krickel einen Abstieg zusammen mit einigen Männern aus Feistritz am Wechsel. Sein 1838 publizierter Bericht ist der erste schriftliche Nachweis der Höhle.
1843 untersuchte Hermann Steiger von Amstein, der Verwalter der Burg Feistritz, die Höhle genauer und fand den Durchstieg zum Windloch. Er erwarb die Grundstücke um die Eingänge samt einer Wegverbindung und das Recht auf die Höhle und begann mit der Erschließung. 1844 musste er die Höhle an den Besitzer der Burg verkaufen. Die Höhle wurde dennoch nach ihm benannt; der Name Hermannshöhle wurde 1845 erstmals in einer Reisebeschreibung erwähnt.
Nach dem Tod des Burgherren verfielen die Weganlagen. Hermann Steiger ließ sie nach seiner Pensionierung wieder instand setzen, woraufhin am 28. Juni 1868 die feierliche Wiedereröffnung der Schauhöhle erfolgte.
Ab 1922 entdeckten Wiener Höhlenforscher weitere Gänge. Im Jahr 1940 entdeckten zwei Kirchberger Buben das nach dem 1937 verstorbenen Wiener Speläologen Georg Kyrle benannte „Kyrlelabyrinth“. 1948 wurde in diesen Teil ein Eingang gesprengt und 1962 für den Besuch erschlossen.
Seit 1957 ist der Führungsweg elektrisch beleuchtet. 1968 erwarb eine Gruppe von Höhlenforschern die Hermannshöhle und betreut sie als „Hermannshöhlen-Forschungs- und Erhaltungsverein“.

## Flora und Fauna
Die Durchschnittstemperatur in der Höhle beträgt ganzjährig etwa +7°, die relative Luftfeuchtigkeit liegt bei 100 %. Grünpflanzen gibt es durch das fehlende Licht bis auf Lampenflora nicht.
An Höhlenbewohnern fand man 17 Fledermausarten, damit ist sie die artenreichste Fledermaushöhle Österreichs. Die Kleine Hufeisennase kommt am häufigsten vor, gefolgt von der Fransenfledermaus. Etwa 3.000 Fledermäuse überwintern jährlich in der Hermannshöhle.
Weitere Tiere im Inneren sind Trauermücken, Buckenfliegen und Tausendfüßler. Für den kleinen Krebs Bathynella natans mit einer Größe von 1,5 mm ist das Grundwasser der Höhle der einzige Fundort in Österreich.
Im Eingangsbereich der Höhle findet man Höhlenheuschrecken, Stechmücken, Spinnen und Weberknechte. An Schmetterlingen findet man dort den Wegdornspanner und die Zackeneule.

## Trivia
1947/48 waren die besonders tropfsteinreichen Höhlenteile Drehort des Films „Geheimnisvolle Tiefe“ mit Ilse Werner und Paul Hubschmid.

## Galerie

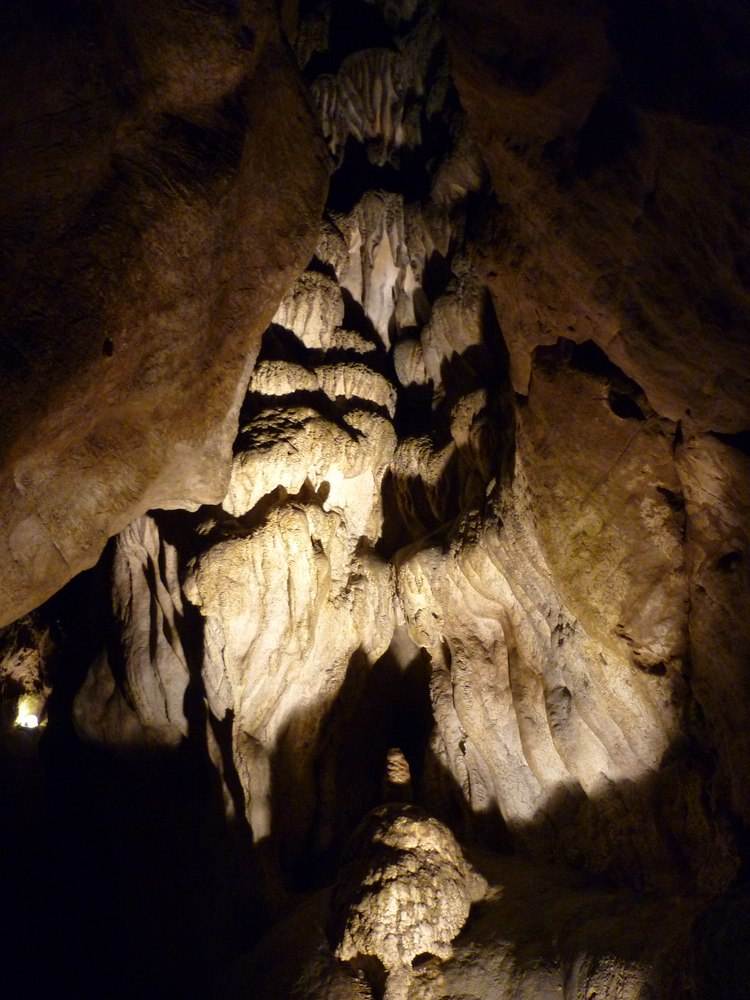
Hermannshöhle – im Inneren
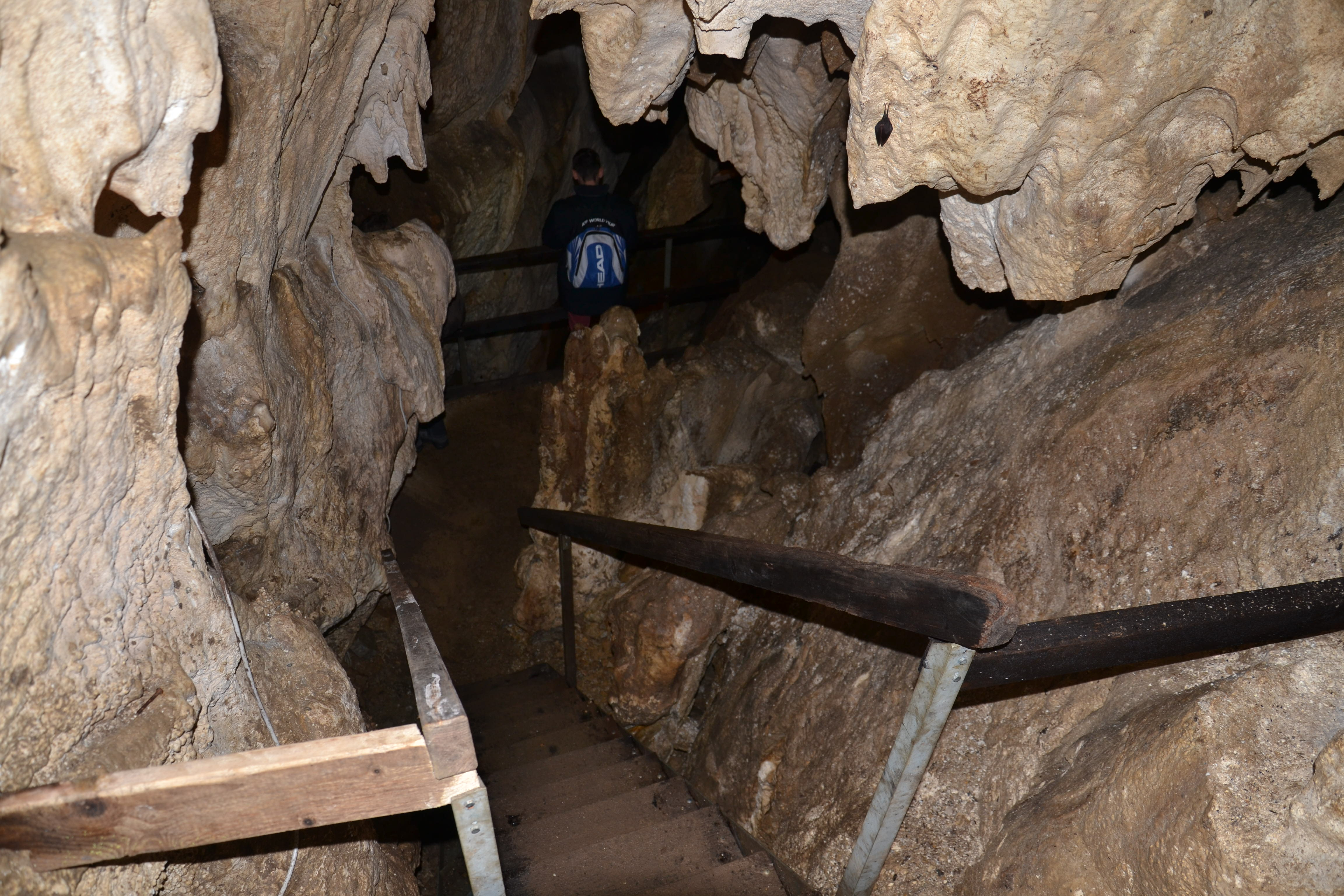
Hermannshöhle – Besuchrerrundgang
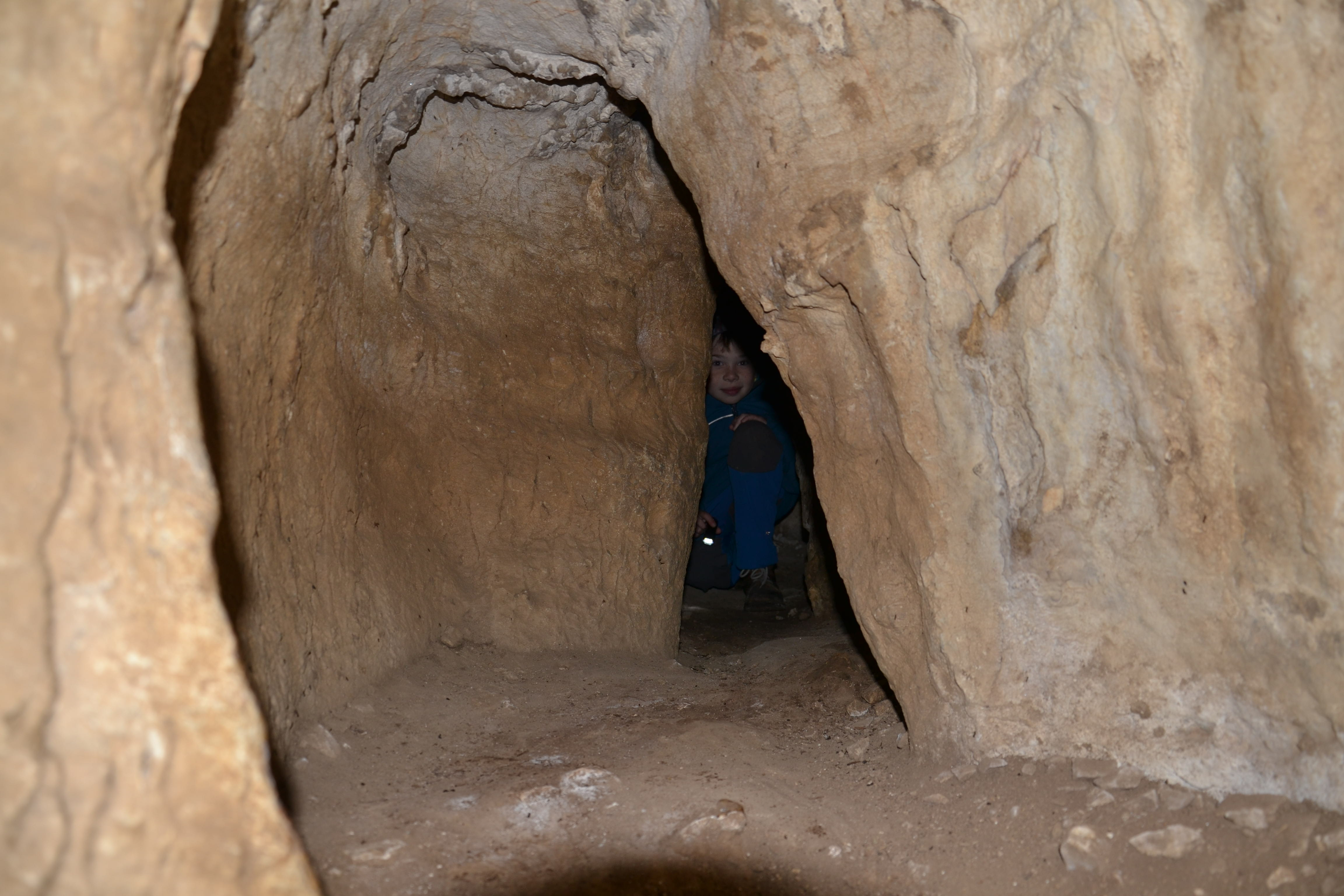
Hermannshöhle – Abenteurerrundgang
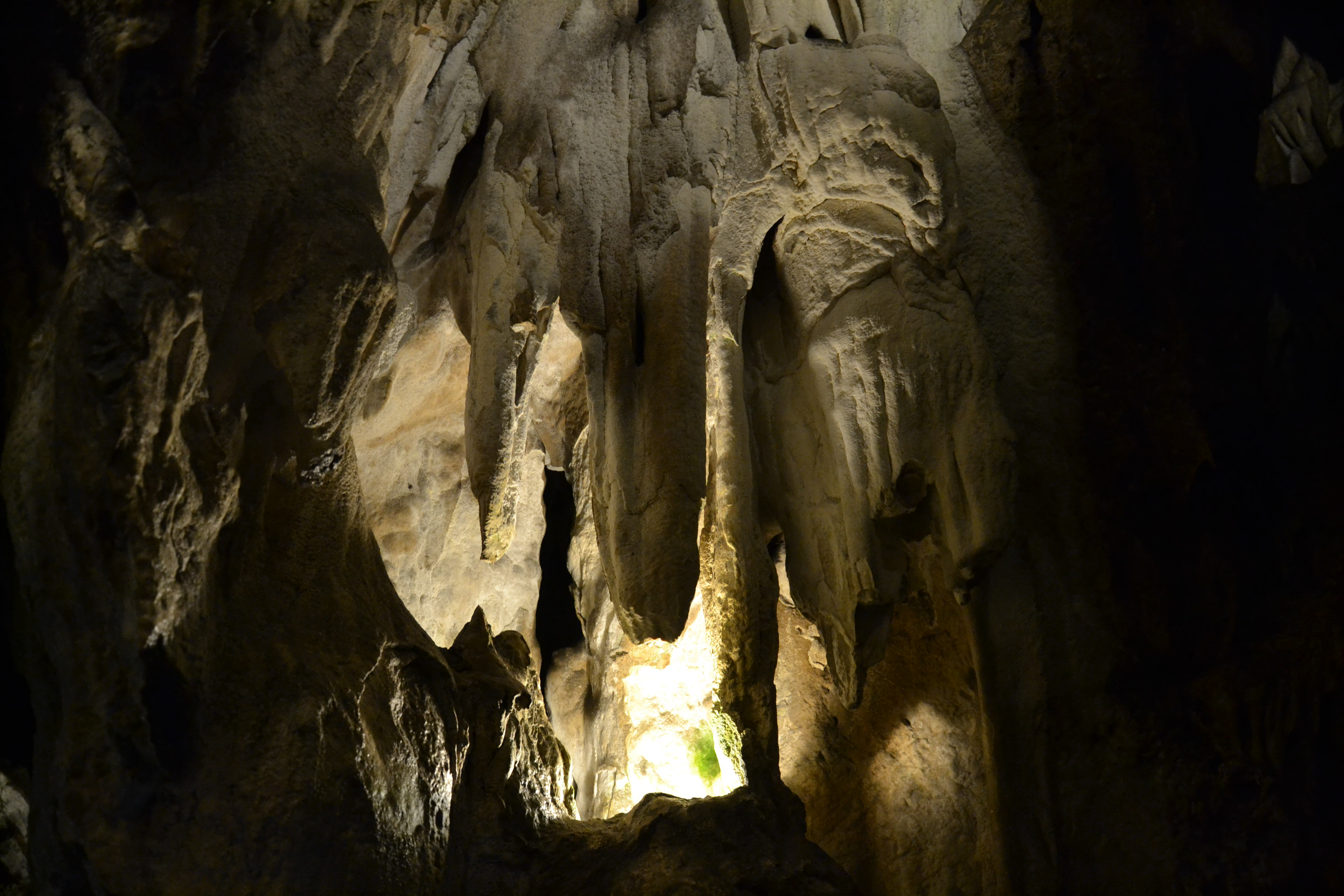
Hermannshöhle – Stalagtiten